# Entre caníbales (EP)
Entre caníbales es el segundo proyecto solista de la percusionista, baterista, cantante y compositora argentina Andrea Álvarez, presentado en forma de EP. Está compuesto por una canción ya editada en su disco anterior y por una versión de Soda Stéreo, más los vídeos de ambas canciones en un track interactivo.
En "Entre caníbales" es acompañada por Mauro Quintero en guitarra y bajo, Emilio Haro en sintetizadores y Enrique Casal en teclados. En "Carnavalito?" la acompañan Emilio Haro en teclados, Edu Angio en charango y Nuria Martínez en sikus.

## Lista de canciones
1. Entre caníbales
2. Carnavalito?
3. Track interactivo (videos para ver en la PC)